# Leg (darts)
Een leg (Engels, het meervoud is legs. Spreek uit als [lɛɡ]) is een ronde in het dartspel. De meeste toernooien bestaan bij het darten uit meerdere van deze legs, die soms in sets zijn verdeeld. Het is vergelijkbaar met wat bij andere sporten met sets een game wordt genoemd (maar een set hoeft dus niet uit meer dan een game te bestaan).
Aan het begin van een leg heeft een speler (of team) bij de meest gespeelde variant een score van 501 punten. De partij die als eerste op 0 uitkomt, wint de leg. De snelste manier om een leg uit te gooien, is met 9 pijlen, ook wel een 9-darter genoemd.
Als meerdere legs worden gespeeld, dan begint afwisselend de ene partij en de andere partij, behalve als de tegenstander de leg uitgooit, die de ander is begonnen. In dat geval spreekt men van een 'break'. Op die manier kan men op voorsprong komen. Wie de eerste leg start wordt bepaald door wie het dichtst de bullseye raakt, of wordt bepaald door het opwerpen van een muntje.